# 飛龍號航空母艦
飛龍號是日本帝國海軍的一艘航空母艦，與蒼龍一樣屬於第二次船艦補充計畫（②計劃）中建造的艦艇之一，是設計成跟蒼龍號相同的第二號同級艦，不過在有了加賀號的改裝經驗與蒼龍號的施工經驗之後，對飛龍號有更多加強修正的設計。由於完工後與原先最早設計變化很多，最後飛龍與蒼龍的艦型已相差甚遠。

## 性能
飛龍號在艦政本部設計編號稱為G10，最初向國外通報的規格為長209.84公尺、最大船寬20.84公尺，標準排水量一萬噸。
原本作为蒼龍號的姐妹舰飛龍號与苍龙号有许多相同的地方，但在修正设计後也有著許多的不同。與蒼龍不同的是，在發生友鶴事件之後，日本海軍了解它們所具備的電弧焊工藝無法製造出足夠強度的艦體結構，只能繼續使用強度足夠但工程時間較長的鉚接工藝。同時因為開工時間退出倫敦海軍條約，因此修改設計讓船寬增加1公尺，讓飛行甲板可用寬度增加。
飛龍號的艦島設計與赤城號改裝後的配置方式相同，採取配置在左舷艦橋的設計，為了改善航行視野，因此艦島設計與赤城號一樣從4層提高到5層。出于就像赤城号舰桥布置位置同样的理由：不会与并排同行舰的飞机起降发生空中交通冲突，采用舰桥布置在左舷的設計，在加賀號的改裝經驗中，海軍航空部發現艦橋位置於舷側中央的位置較利於飛機發艦的準備與指揮，所以其後皆把艦橋位置移至舰舷中部，但實際完工後發現，雖然艦身中段突出的煙囪與置中的艦橋分居左右舷兩側可以穩定船身的重心，但是排煙系統與熱氣會造成飛行甲板上方嚴重的亂流，所以後來的航艦設計又改回右舷前側的艦橋位置設計了，而飛龍在下令更改設計時已接近完工階段，所以仍然是艦橋在甲板左邊置中的設計。飛龍與赤城是日本二戰中，唯二艦橋是在左舷(其它的航母均在右舷)的航空母艦
除了因為排水量比蒼龍更大而減慢速度之外，有別於蒼龍的雙舵設計，飛龍則改為單舵。舰艏甲板乾舷高于苍龙号。

## 戰史
完工後不久便與蒼龍號一起編入聯合艦隊第二航空戰隊，並於1940年4月派遣到華南一帶，對福建省發動轟炸。9月17日支援進駐法屬中南半島的支援部隊工作，結束任務之後與蒼龍一同回到日本本土，進行戰前訓練。
1941年12月8日，飛龍號與其它五艘中大型航空母艦一起前往夏威夷，進行偷襲珍珠港作戰。在偷襲珍珠港作戰中，飛龍號派遣了兩波攻擊機隊，第一波攻擊機隊全機返航，機組員重傷1人；第二波攻擊機隊損失2架九九艦爆、1架零戰。
- 第一波：18架九七式艦上攻擊機，10架水平轟炸、指揮官楠美正少校，8架魚雷轟炸，指揮官松村平太尚未、6架零式戰鬥機，指揮官岡嶋清熊（日语：岡嶋清熊）上尉
- 第二波：18架九九式艦上轟炸機，指揮官小林道雄上尉、9架零式戰鬥機，指揮官能野澄夫上尉

偷襲作戰成功後返航日本途中，第二航空戰隊受命前往威克島海域支援登陸作戰。1942年初，與蒼龍號一起前往荷屬東印度群島的空襲支援作戰，活躍於南太平洋的戰場上。在空襲澳洲的達爾文港之後，與第一航空戰隊一同前往印度洋戰場，空襲了英國海軍太平洋艦隊的可倫坡與亭可馬裡基地，擊沉了競技神號航空母艦、重巡洋艦多塞特郡號、重巡洋艦康沃爾號等艦艇。
1942年6月，飛龍號參加了中途島海戰，當時艦載機搭載編制為21架零式艦上戰鬥機、21架九九式艦上轟炸機、21架九七式艦上攻擊機。

6月5日，日軍艦隊在艦隊司令南雲忠一錯誤判斷下，遭到美國海軍猛烈攻擊並損失了三艘航艦，當時日軍僅剩飛龍號可正常作戰，指揮權轉移至飛龍號的第二航空戰隊司令山口多聞少將，山口隨即指揮飛龍號之艦載機進行反擊，於當天早上10點50分及12點45分對美軍之約克鎮號發動攻擊，並成功重創約克鎮號（約克鎮號在這場攻擊下並未被擊沉，而是在之後拖曳回珍珠港時被日軍伊-168號潛艇給擊毀）。

傍晚5點3分，由企業號上起飛的13架SBD無畏式俯衝轟炸機對飛龍號進行攻擊，飛龍號在這場攻擊中遭到4枚1000磅炸彈擊中。於晚上9點23分引擎停機，6月6日午夜1點58分，由於無法控制艦上災情因此指揮官山口下令棄艦，而自己則與艦長加來止男留在艦上。清晨5時10分，由驅逐艦卷雲號發射了兩枚魚雷，將山口指揮官、加來艦長與飛龍號一起送入太平洋海底，不過卷雲號的兩枚魚雷也解救了約100名被困在飛龍號艙底輪機室的日本水兵，他們從魚雷命中爆炸後的缺口處奇跡般地逃生，最終有34人在15天的漂流後被美軍救起。
被美軍俘虜的轮机长相宗邦造中佐在戰後回憶說，美軍炸彈摧毀的只是飛龍的上層建築，但是輪機艙內的蒸汽輪機都完好無損，輪機艙內的總共8台鍋爐中，5台功能完全正常，另外的3台蒸汽壓力也只是低下，但是輪機艙的官兵卻因甲板大火傳遞下來的熱量而無法運轉這些鍋爐，導致停機。如果飛龍甲板上的人員知道輪機艙的情況，奮力將美軍轟炸引起的火災徹底撲滅，讓輪機艙內的官兵不會因甲板上大火傳遞下來的熱量而無法運轉鍋爐，事實上飛龍是可以背著殘破的上層甲板結構以30節航速駛回日本的。輪機艙的官兵無法再運轉鍋爐的原因只是大火的熱量傳導下來，達到6、70攝氏度的高溫，人體根本無法堅持。如果輪機艙的排熱系統好一些，並且沒有為了長途跋涉而堆積了一堆米袋糧食在通道上（為了攻克中途島後提供守軍長期堅守用），使得燃燒的米袋阻礙了輪機艙的官兵上去通報輪機艙鍋爐情況的通道，飛龍是有可能倖存的。

## 歴代艦長

### 舾装員長
1. 城島高次（日语：城島高次） 大佐（1938年8月10日就任）兼任
2. 竹中龍造 大佐（1938年12月15日就任）

### 艦長
1. 竹中龍造 大佐（1939年7月5日就任）
2. 横川市平（日语：横川市平） 大佐（1939年11月15日就任）
3. 矢野志加三（日语：矢野志加三） 大佐（1940年11月15日就任）
4. 加來止男 大佐（1941年9月5日就任）1942年6月6日战死

## 相簿

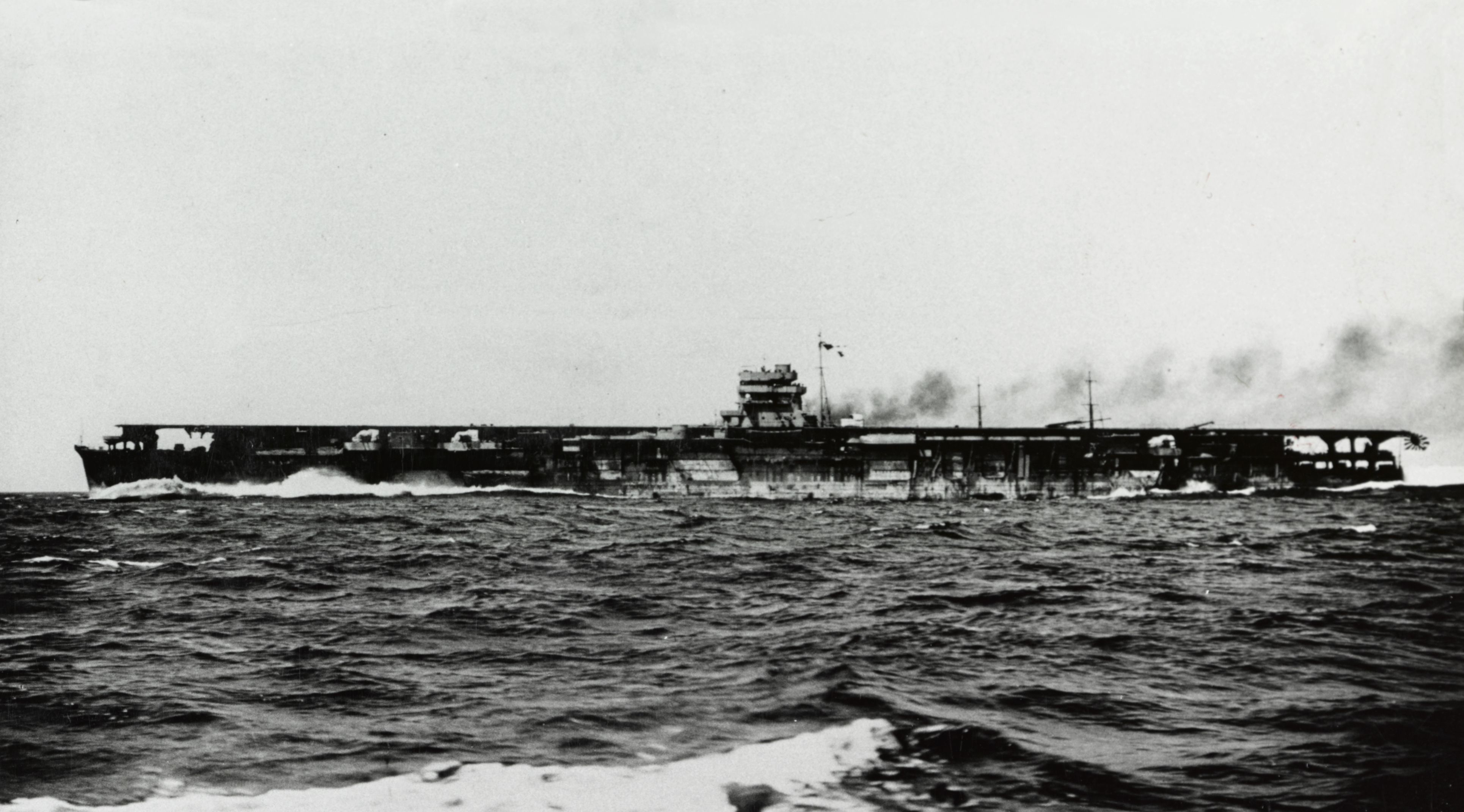
昭和14年（1939年）4月28日飛龍號進行速度試驗
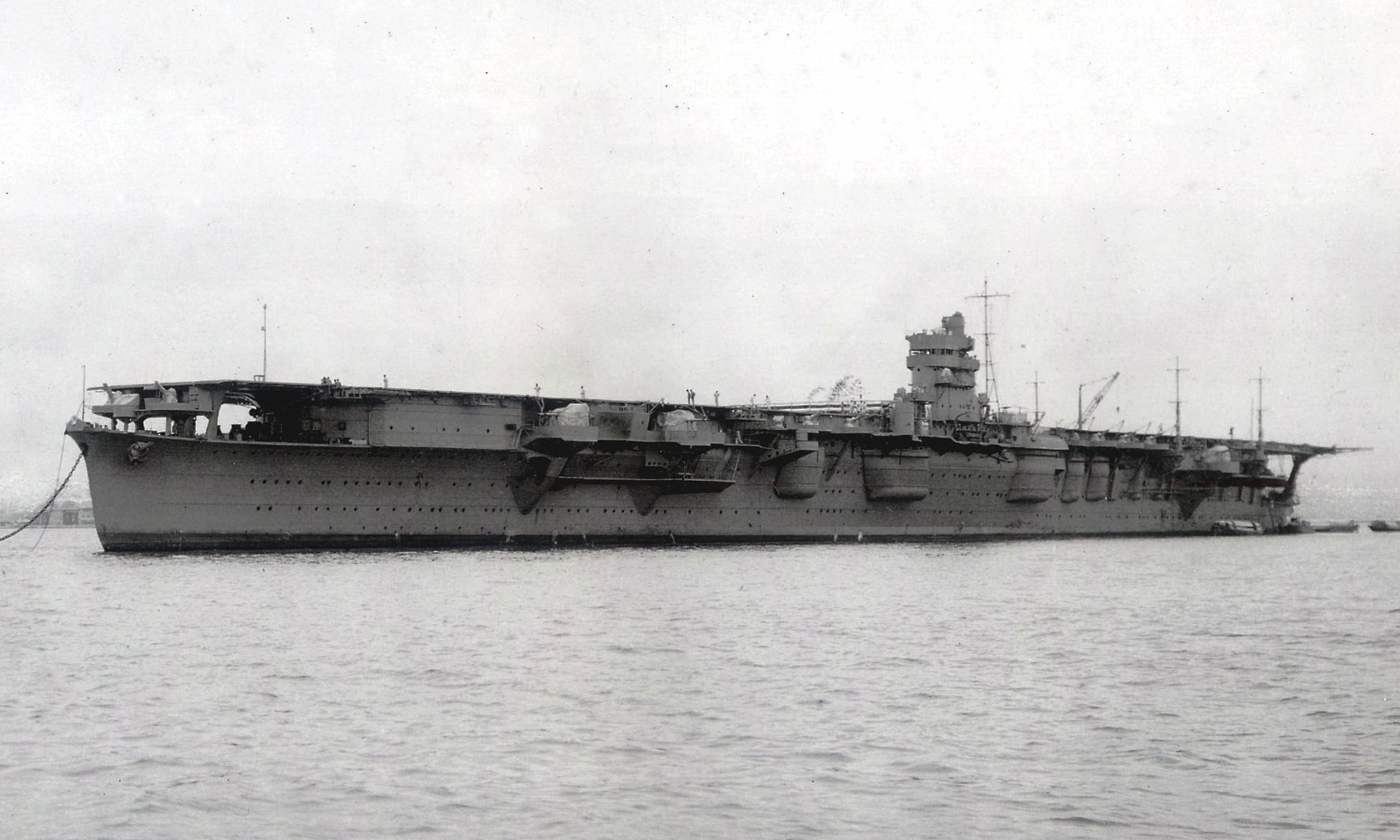
1939年7月5日開始服役的飛龍號
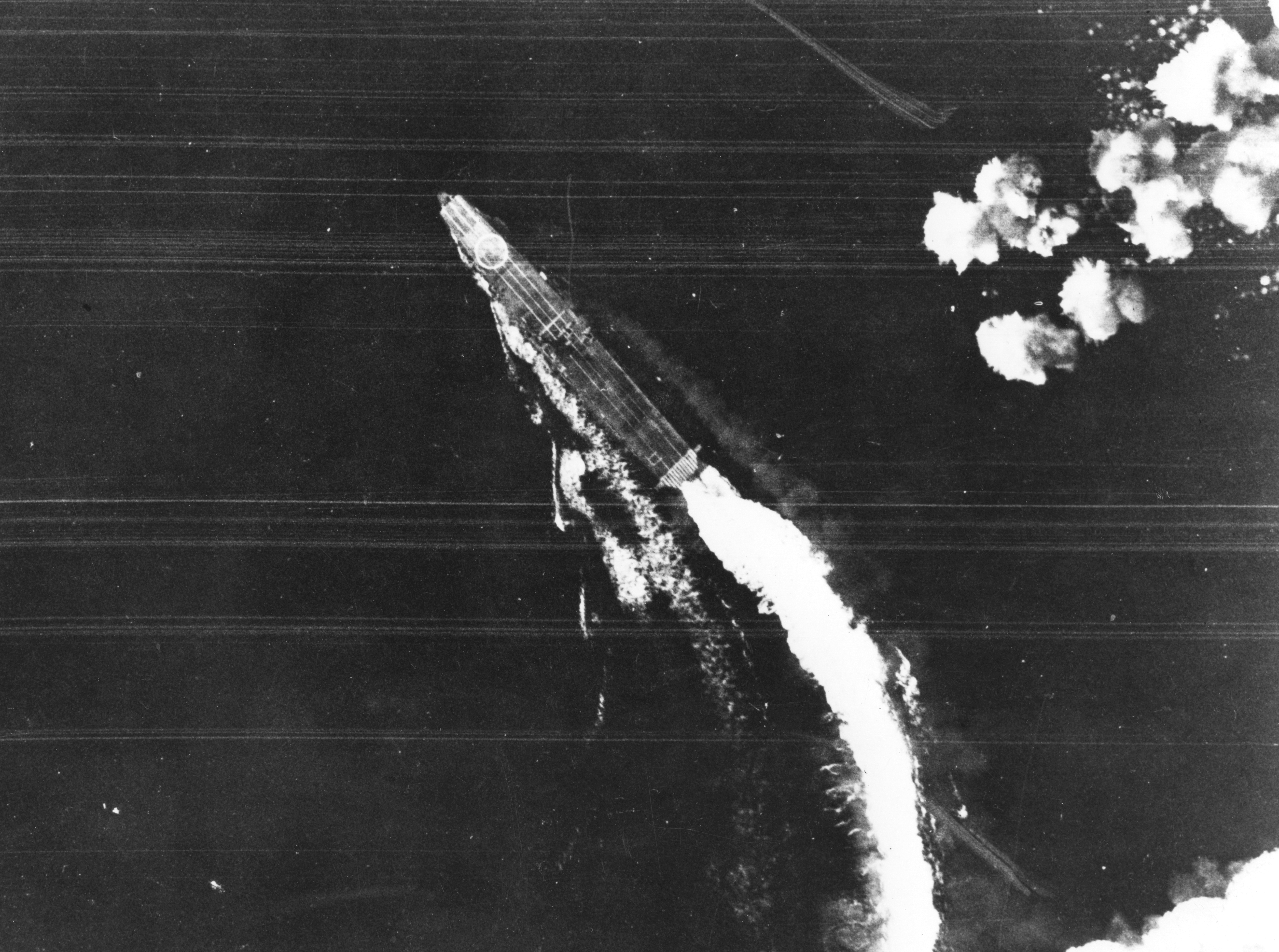
中途島海戰中迴避轟炸的飛龍號，有明顯識別文字「日语：」位於飛行甲板後部上。
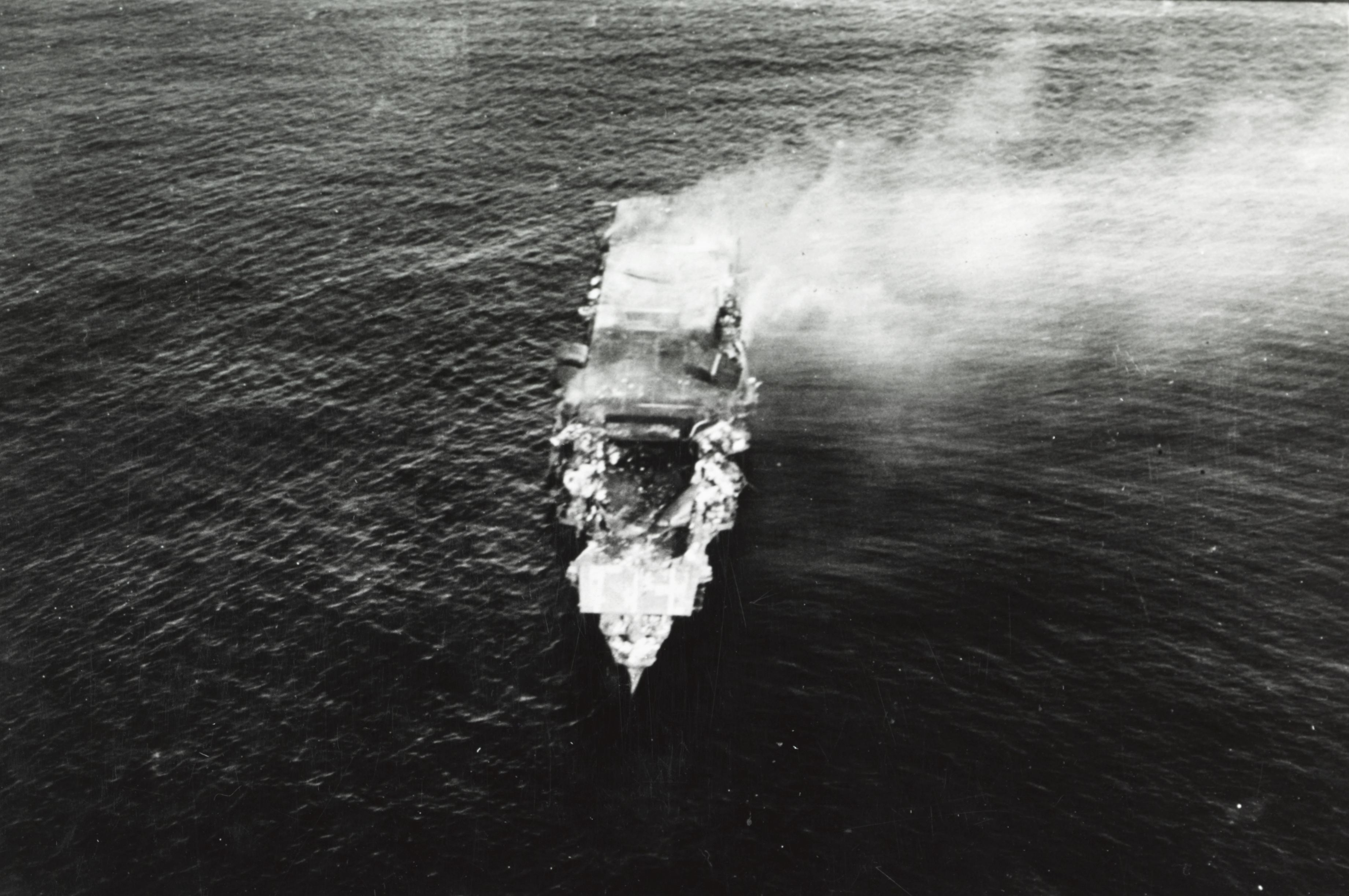
中途島海戰中遭到轟炸而起火燃燒的飛龍號
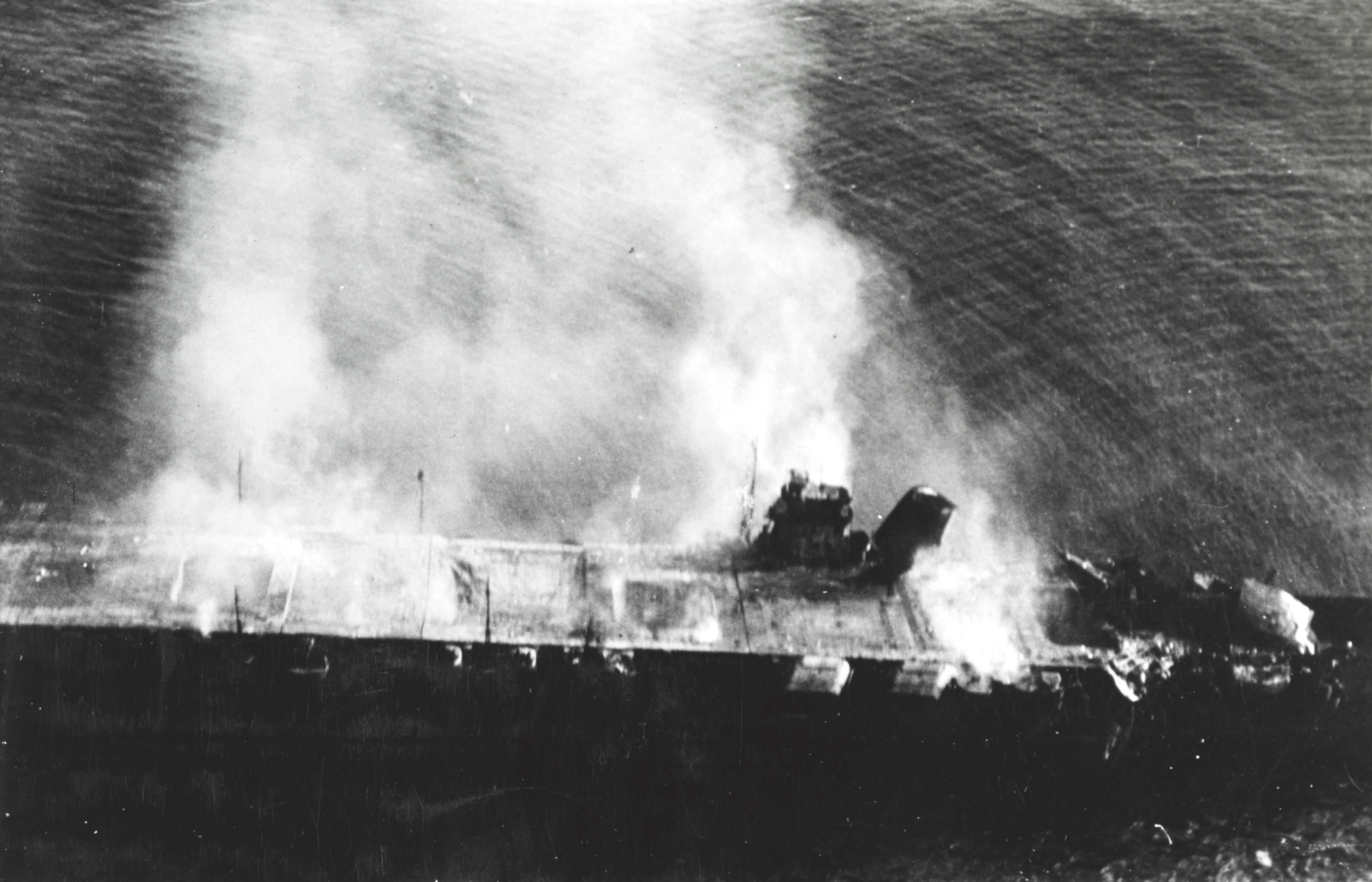
前飛行甲板嚴重受損
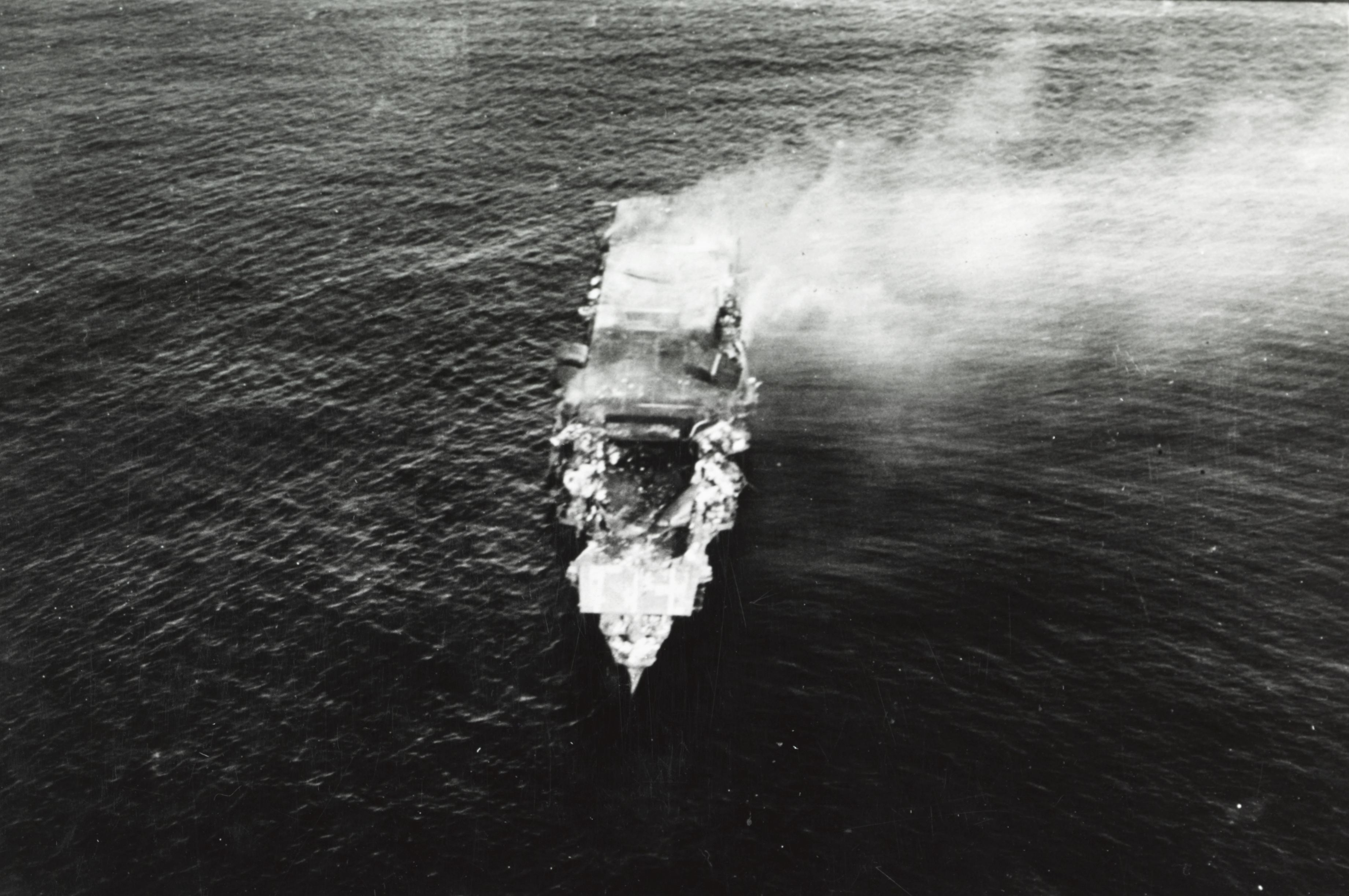
前飛行甲板被炸開的飛龍號
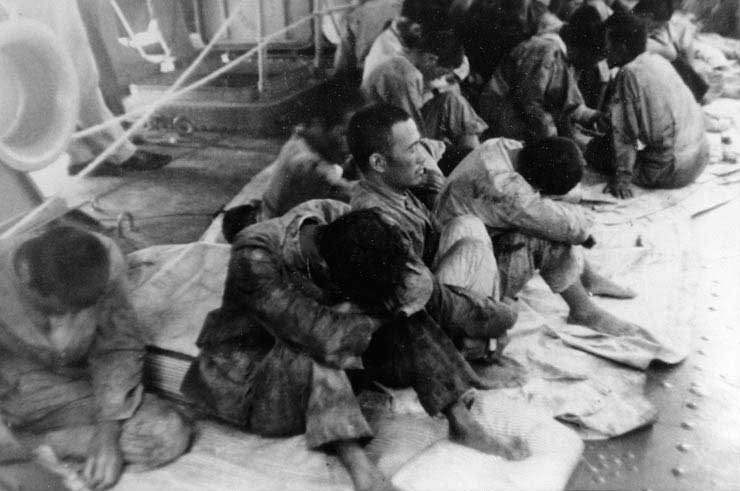
被救起的飛龍號日本水兵

## 相關連結
- 飛龍型 正規空母 （页面存档备份，存于）
- WW2DB：飛龍號 （页面存档备份，存于）